# 남부목화쥐
남부목화쥐(Sigmodon hirsutus)는 비단털쥐과에 속하는 설치류이다. 멕시코 치아파스주 남부부터 벨리즈를 제외한 중앙아메리카를 거쳐 콜롬비아 북부와 같은 동쪽 끝과 베네수엘라에서 발견된다. 열대 우림과 건조림, 사바나 지역 그리고 경작지에서 서식한다. 영역형 동물이며, 주로 주행성 생활을 한다. 오랫동안 거친털목화쥐(S. hispidus)의 아종으로 간주되었다. 그러나 최근의 미토콘드리아 DNA 염기서열 정보에 기초한 분류학 개정에 의하면, 이전의 종은 3종의 별도의 종으로 분리된다. 캐롤 등(Carroll et al. 2004)은 거친털목화쥐(S. hispidus) 분포의 남쪽 가장자리가 톨텍목화쥐(S. toltecus, 이전의 S. h. toltecus)의 북쪽 분포와 일치하는 그란데 강 근처일 가능성 있다고 지적했다. 이 종군의 쥐들은 실험실 동물로 이용된다.